# William Paterson (banquier)
 (janvier 2009).
Si vous disposez d'ouvrages ou d'articles de référence ou si vous connaissez des sites web de qualité traitant du thème abordé ici, merci de compléter l'article en donnant les références utiles à sa vérifiabilité et en les liant à la section « Notes et références ».
Pour les articles homonymes, voir William Paterson (homonymie) et Paterson.
William Paterson (1658-1719) est un artisan tailleur écossais, devenu négociant international et pilier de la révolution financière britannique. Philanthrope, contemporain de l'écrivain Daniel Defoe, il partage avec lui les convictions réformatrices au sein du parti whig et figure parmi les premiers actionnaires de la Banque d'Angleterre. 

## Biographie
William Paterson a d'abord vécu en Écosse, où il fut parlementaire, avant d'animer à Bristol et Londres la puissante confrérie des artisans-tailleurs, qui lui permet de faire fortune auprès des boucaniers de l'archipel des Bahamas, puis de participer peu après la Glorieuse Révolution à la fondation de la Banque d'Angleterre, première banque centrale de l'histoire (1694).
Dans les années 1680[Quand ?], après avoir collecté des informations auprès des boucaniers des Bahamas, il avait présenté au prince électeur de Berlin un gigantesque projet de colonie commerciale située au pied des montagnes de l'isthme de Panama pour en faire une plaque tournante commerciale entre les deux océans. En 1695, il représente ce projet aux marchands de Londres, sous l'égide du parlement écossais, collecte 600 000 livres en quelques semaines, mais se heurte au veto du gouvernement anglais, qui craint de compromettre le ralliement inespéré de l'Espagne dans la guerre de la Ligue d'Augsbourg en 1692.
Finalement financée sur capitaux écossais, la tentative de colonisation au Panama, appelée projet Darién, tourne au désastre en raison des épidémies, du soutien insuffisant des indiens Kunas et de l'opposition militaire des Espagnols, qui la harcèlent et finissent par obtenir son départ après deux ans et la mort de plus de 2 000 écossais. Seul un bateau de survivants parvient à repartir. La plupart de ses voyageurs s'installent en Jamaïque. Paterson est l'un des très rares colons à revenir à Édimbourg, en 1700, où il défend sa réputation et se bat pour que cette catastrophe économique ne précipite pas l'Écosse dans les bras des jacobites, qui tentent plusieurs fois de l'envahir au départ de la France. 
En 1707, l'Angleterre obtient le rattachement de l’Écosse, votée par le parlement écossais, en échange de l'indemnisation des actionnaires, qui acceptent pour la plupart d'être payés sous forme d'actions nouvelles de ce qui devient en 1727 la Royal Bank of Scotland, l'une des premières banques commerciales de l'histoire ; ce processus d'échange de titres inspire les écrits d'un autre financier écossais, John Law, et même la mise en place en 1718 en France du système de Law, consistant à échanger des dettes publiques contre les actions d'une société aux perspectives prometteuses. Le rêve de commercer dans tout le Pacifique, alors appelé mer du Sud, déclenche au même moment une spéculation du même type en Angleterre, sous le nom de « South Sea Bubble ».

## Écrits
- Proposals and Reasons for Constitulating a Council of Trade (Propositions et raisons pour la création d'un conseil du Commerce en Écosse, 1701)
- A Proposal to plant a Colony in Darién to protect the Indians against Spain, and to open the Trade of South America to all Nations (1701)
- Wednesday Club Dialogues upon the Union (1706), série de dialogues imaginaires sur l'union de l'Écosse et de l'Angleterre.